# Eduard Louis Mackor

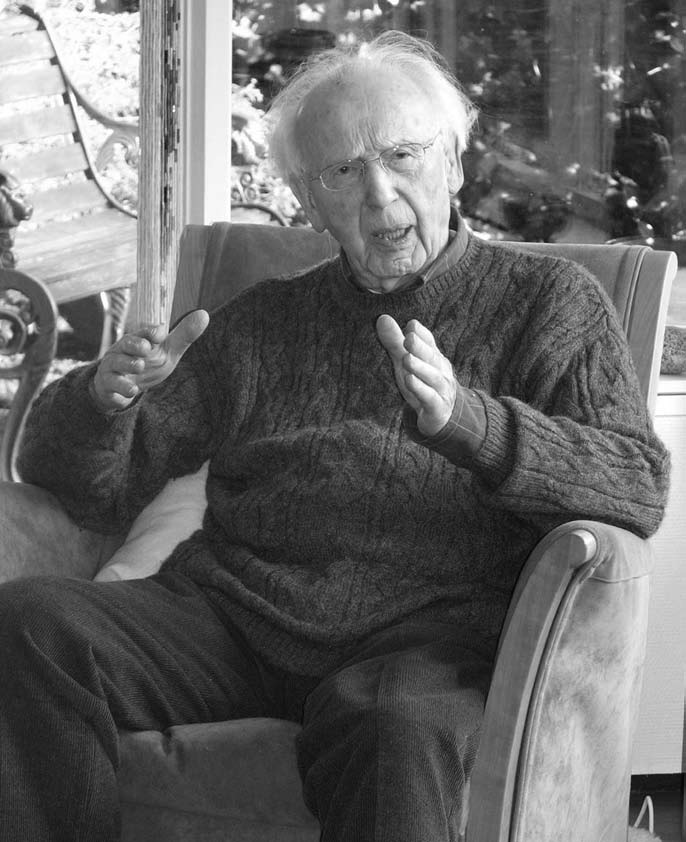

Eduard Louis Mackor (2 november 1921 – 6 januari 2009) was een Nederlandse pionier op het gebied van de fysische organische chemie in Nederland en lid van de Koninklijke Nederlandse Academie van Wetenschappen.

## Opleiding
Mackor deed examen Hogere Burgerschool B in 1939 en behaalde in 1947 de graad van scheikundig ingenieur aan de Technische Universiteit Delft (met lof), bij hoogleraar W.G. Burgers. Het Koninklijk Shell Laboratorium in Amsterdam stelde na de Tweede Wereldoorlog jonge afgestudeerden in staat om als Shell-employé promotie-onderzoek te doen bij een inspirerend wetenschapper in binnen- of buitenland; zo kreeg Mackor de kans te promoveren onder leiding van Jan Theodoor Gerard Overbeek, waarschijnlijk de meest vermaarde Nederlandse fysico-chemicus van de tweede helft van de 20ste eeuw.  Hij bestudeerde er het mechanisme van de stabiliteit van colloïden, zoals AgJ in water en promoveerde in 1951 cum laude op het proefschrift the properties of the electrical double-layer. Hierin analyseerde hij met behulp van eigen experimentele resultaten kwantitatief de theoretische aspecten van de elektrische dubbellaag, in relatie tot het zojuist gepubliceerde en  sindsdien befaamde model van Verwey en Overbeek voor de stabiliteit van lyofobe colloïden.

## Loopbaan
Naast colloïden in waterig milieu was Mackor geïnteresseerd in (met Shell als werkgever) de stabiliteit van colloïddeeltjes in vloeistoffen, zoals olie, waar elektrostatische krachten van ondergeschikt belang zijn. Hij wees als eerste op een belangrijk stabiliserend effect ten gevolge van aan de deeltjes geadsorbeerde (keten) moleculen.Deze suggestie was een vruchtbare stap in de theorievorming over de stabiliteit van colloïdale systemen in oplossingen van ketenmoleculen. Na het afsluiten van zijn experimentele werk in Utrecht en een intermezzo van een half jaar als postdoc bij Sir Cyril Hinshelwood in Oxford, begon Mackor in oktober 1950 aan zijn carrière bij Shell en kreeg als taak (binnen een groep jonge onderzoekers, waaronder Joan Henri van der Waals), wetenschappelijk onderzoek te doen dat mogelijk tot bruikbare, sterker molecuul-specifieke scheidingsmethoden (ten dienste van de olieindustrie) zou kunnen leiden. Mackor werd nu de centrale man van een groot systematisch onderzoek van de basiciteit en reactiviteit van aromatische koolwaterstoffen in sterke zuren. De impact van het werk was groot en werd door Mackor gepresenteerd op het IUPAC-congres te Stockholm in 1956 en in twee artikelen in de Transactions of the Faraday Society. Daarnaast werden Mackors resultaten, waaronder die van een verwant, uitgebreid onderzoek van Geert Dallinga en hem over de waterstof-deuterium uitwisseling van aromaten in sterke zuren, als voorbeeld wat de theorie vermocht te doen, in tekxtbooks gereproduceerd. 
Een tweede onderzoeksveld waar Mackor belangrijke bijdragen leverde was het gebruik van kernspinresonantie (NMR) als gereedschap in de chemie. In het eerste NMR-artikel, dat vanuit het KSLA verscheen, proton magnetic resonance of aromatic carbonium ions. Structure of the conjugate acid, leverden Mackor c.s. het bewijs voor de juistheid van de veronderstelling dat bij het oplossen van antraceen in een sterk zuur het proton zich bindt aan de mesopositie en ter plaatse een methyleengroep wordt gevormd. Het was Mackor duidelijk dat het gebruik van NMR-spectroscopie voor de studie van de chemische dynamica in vloeistoffase een goed inzicht in het relaxatiegedrag van spinsystemen vereiste. Mackor en zijn collega  Cor MacLean lieten nu in uitvoerige studies aan CHFCL2 zien dat er belangrijke complicaties konden optreden in systemen met twee verschillende kernspins, in genoemd geval waterstof (H) en fluor (F).
Mackor werd in 1968 verkozen tot lid van de Koninklijke Nederlandse Academie van Wetenschappen en werd, in 1971, benoemd tot head of administration and planning of research bij Shell in Den Haag.